# Filiatrá
Filiatrá (grec moderne : Φιλιατρά) est une ville et une ancienne municipalité de Messénie, dans le Péloponnèse, en Grèce. Depuis la réforme du gouvernement local de 2011, elle fait partie de la municipalité de Triphylie, et constitue ainsi une unité municipale. Sa superficie totale est de 114.877 km2.
Filiatrá est située près de la côte de la mer Ionienne, dans l'ouest de la Messénie. Elle est située à 11 km au nord-ouest de Gargalianoi, à 13 km au sud-ouest de Kyparissia, à 29 km au nord-ouest de Pylos et à 49 km à l'ouest de Kalamata.
La route nationale grecque 9 (Patras-Pyrgos-Kyparissia-Pylos) traverse la ville.
Filiatrá a été fondée autour des XIIe et XIIIe siècles. Elle a été construite à proximité de l'ancienne ville d'Erana.

## Subdivisions
Filiatrá est subdivisée en différentes communautés, dont la population en 2011 est mentionnée ci-après entre parenthèses :
- Chalazóni (154) ;
- Christianoupoli (302) ;
- Exochikó (179) ;
- Filiatrá ;
- Máli (17) ;
- Pláti (71).

La communauté de Filiatrá comprend les localités suivantes, en plus de celle de Filiatrá :
- Ayía Kyriakí ;
- Ágrilos ;
- Kountrí ;
- Lagkouvárdos, une plage située près d'Ayía Kyriakí ;
- Lempestená ;
- Limenári, l'accès de Filiatrá à la mer. Il est environ 2 km du centre ;
- Merolíthi ;
- Stómio ;
- Vrýses.

## Population
| Année | Ville | Communauté | Unité municipale |
| ----- | ----- | ---------- | ---------------- |
| 1981  | 5 139 | -          | -                |
| 1991  | 6 062 | 7 753      | -                |
| 2001  | 6 719 | 7 882      | 9 334            |
| 2011  | 5 969 | 6 791      | 7 514            |

## Tour Eiffel
Depuis 2007, la ville dispose d'une réplique de 18 mètres de la tour Eiffel dont les proportions sont respectées. Elle se situe à l'entrée de la ville.

## Personnalités
- Les frères Liberópoulos :
  - Níkos Liberópoulos, joueur de football ;
  - Sotíris Liberópoulos (en), joueur de football ;
- Níkos Froúsos, joueur de football ;
- Pavlos (1930-2019), artiste ;
- Theódoros Marangos (en), réalisateur.